# 塩津港遺跡
塩津港遺跡（しおつこういせき）は、琵琶湖の北端に位置する遺跡である。

## 概要
古代から、海津（マキノ町）・大浦共に湖北三湊の1つと言われ、北陸と近畿とを結ぶ琵琶湖の湖上交通の拠点として重要な港であった「塩津港」の遺跡である。2006年から2018年にかけて行われた発掘調査によって、当時の港の実像や人々の信仰・暮らしに迫り、古代の最重要港湾であった、琵琶湖最北端の港「塩津港」を裏付けする、多数の貴重な資料が見つかった。

## 所在地
- 長浜市西浅井町塩津浜